# مارتی یارونتاوس
مارتی یارونتاوس (به انگلیسی: Martti Järventaus) (زادهٔ ۱۶ دسامبر ۱۹۶۰) شناگر اهل فنلاند است.